# Tom Sneva
Thomas E. "Tom" Sneva, född den 1 juni 1948 i Spokane, Washington, USA, är en amerikansk före detta racerförare.

## Racingkarriär
Sneva vann USAC Indycar 1977 och 1978, vilket var de två sista säsongerna innan seriens ombildning till CART. Han blev även den förste föraren att köra ett varv på Indianapolis Motor Speedway i över 200 mph 1977, samt den förste föraren över 210 mph 1984. Han vann tävlingen 1983. Efter att ha blivit tvåa i CART World Series 1984 klarade inte Sneva av att nå samma resultat igen, och han avslutade sin karriär 1992. Han gjorde även ett antal inhopp i NASCAR, där han som bäst slutade på en sjundeplats i ett Daytona 500-race.